# Élise Freinet
Élise Freinet est une pédagogue française, née Virginie « Élise » Lagier-Bruno le 14 août 1898 à Pelvoux (Hautes-Alpes) et morte le 30 janvier 1983 à Vence (Alpes-Maritimes). Elle épouse Célestin Freinet, instituteur et pédagogue français, le 6 mars 1926.

## Biographie
Élise Freinet est née Virginie « Élise » Lagier-Bruno, de parents instituteurs, le 14 août 1898 à Pelvoux, dans les Hautes-Alpes, en France.
Institutrice titulaire à partir de 1920 (École normale de Gap), elle avait des idées révolutionnaires depuis son entrée à l'École normale (elle adhéra au Parti communiste en 1926 en même temps que son mari). Elle étudiait la peinture par correspondance, en parallèle de son activité professionnelle. Elle épousa Célestin le 6 mars 1926.
Elle rencontra Célestin Freinet en 1925, et joua un rôle extrêmement important. En plus d'enrichir et de soutenir les actions et pensées de Célestin, Élise apporta au mouvement de l'École Moderne une dimension originale dans le domaine artistique. Son ouvrage écrit en 1964 en témoigne, L'Enfant artiste : « Peu à peu, ils comprennent aussi que dessiner n'est pas perdre du temps mais au contraire en gagner, car ce besoin exigeant de faire les choses avec goût et minutie se retrouve dans d'autres disciplines et facilite l'activité créatrice sous toutes ses formes » p. 132. Ce livre contient des reproductions de dessins, de gravures, de sculptures, de broderies, de céramiques... d'enfants illustrant les propos d'Élise mais aussi d'inspectrices et enseignantes renommées. « L'Art se justifie à nos yeux, comme le pain pour celui qui a faim ou comme l'eau pour celui qui a soif (...) » p. 57. Il n'a pas été réédité. 
Au moment où elle rencontra Célestin, elle se mit en congé pour étudier à Paris dans l'académie de peinture. Elle est à l’origine d’une conception originale de l’éducation artistique connue sous le nom d’Art enfantin. Son expérience, du dessin libre et de la peinture libre, forme un tout qui vient s’intégrer à ce que Célestin appela la libre expression de l’enfant. Élise se préoccupa également de la diffusion de cette méthode éducative en créant la revue Art Enfantin. Une enquête historique menée par Henri-Louis Go s'appuie sur l’archive des articles qu'elle a publié dans les revues L’Imprimerie à l’École, L’Éducateur Prolétarien et Art Enfantin. Cette recherche met en lumière l'apport d'Élise Freinet à la pédagogie coopérative. Elle est résumée dans l'article Élise Freinet, une pédagogue de l'Art Enfantin publié dans la revue Carrefour de l'Éducation en 2016. 
Dans les années 1950-1960, elle crée Le Musée d’Art Enfantin à Coursegoules,,. 
Après la mort de Célestin le 8 octobre 1966, elle fut directrice de l'Institut coopératif de l'école moderne (ICEM)  ainsi que directrice de la publication de la revue pédagogique bimensuelle de la Fédération internationale des mouvements de l'École Moderne (éditée par l'ICEM), mais ses rapports avec celui-ci se dégradèrent rapidement. Elle contesta certaines pratiques de ce mouvement, auquel elle avait pourtant beaucoup donné. C'est leur fille Madeleine Freinet qui dirigea, avec son mari l'écrivain Jacques Bens, l'École Freinet à Vence.
Élise disparaît le 30 janvier 1983 à Vence.

## Hommages
- Il existe un Parvis Élise-et-Célestin-Freinet dans le 4e arrondissement de Paris[8].
- Une rue d'Arques-la-Bataille est nommée d'après elle.
- Une école primaire porte son nom à Saint-Jean-sur-Mayenne.

### Ouvrages d'Elise Freinet
- Naissance d'une pédagogie populaire : historique de la C.E.L. [Coopérative de l'enseignement lai͏̈c], Cannes, Éd. de l'École moderne française, 1949, 410 p.[9],[10]
- Naissance d'une pédagogie populaire : historique de l'école moderne : (pédagogie Freinet), Paris : F. Maspero , 1968
- Naissance d'une pédagogie populaire II, Historique de l'École moderne (techniques Freinet), Cannes : Bibliothèque de l'école moderne , DL 1965
- L’Enfant Artiste, Cannes, Imprimerie Robaydy, 1963, 168 p.
- La part du maître, Huit jours de classe, Cannes, Bibliothèque de l’école moderne, N°40-41, Editions de l’école moderne française, 1966
- La Santé de l'enfant, Gap : Editions Ophrys, 1946
- Le Théâtre libre, Cannes : Éditions de l'École moderne française, 1948
- L'École Freinet, réserve d'enfants, Paris : François Maspero , 1974, cop. 1974
- Quelle est la part du maître ? Quelle est la part de l'enfant ?, Cannes : Edition de l'école moderne française , DL 1963
- La Santé de l'enfant, Cannes : Éditions de l'École moderne, 1955
- L'Itinéraire de Célestin Freinet : la libre expression dans la pédagogie Freinet, Paris : Payot , DL 1977
- Bulletin de travail du comité régional parisien de l'école moderne : pédagogie Freinet, Cannes : Imprimerie CEL , 1967
- Dessins et peintures d'enfants, Cannes : Edition de l'école moderne française , DL 1962
- L'Art roman, Cannes, Institut coopératif de l'école moderne (Impr. Aegitna) 1959- . - In-8° (23 cm). -IXa-
- Dessins et peintures d'enfants, Cannes Éditions de l'École moderne française 1967
- Les fêtes scolaires, Cannes Éditions de l'École moderne française 1948
- Élise Freinet et Claude Pons, Classes de neige, Cannes Éditions de l'École moderne française 1960 Cannes impr. C. E. L.
- Elise et Célestin Freinet, Vous avez un enfant, Paris : la Table ronde , impr. 1961
- Élise Freinet et M. Davau, Le dessin libre, Vence l'Impr. à l'école 1938

Directrice de publication Elise Freinet, L'Éducateur : les dossiers pédagogiques, Cannes : Institut Coopératif de l'École Moderne , 1963-1982

### Études à propos d'Elise Freinet
- Élise et Célestin Freinet, Souvenirs de notre vie ; documents réunis et présentés par Madeleine Freinet, Paris Stock 1997 72-La Flèche Impr. Brodard et Taupin
- École Freinet : Poèmes choisis et présentés par Célestin et Elise Freinet, Enfants poètes, Paris : la Table ronde, impr. 1954
- Pierre Gégout ; sous la direction de Eirick Prairat et de Gerhard Heinzmann, Étude pragmatiste de la pédagogie d'Élise et Célestin Freinet à l'École Freinet de Vence : temps d'enquête et reconstruction de la forme scolaire d'enseignement ., 2017
- Halina Semenowicz, Célestin et Élise Freinet, Paris Institut national de la recherche pédagogique 1986 37-Tours Instaprint
- Xavier Riondet, « Élise Freinet : de l’expérience naturiste aux pratiques de l’École Freinet », Recherches et éducation, 8, Varia,‎ juin 2013, p. 133-148 (lire en ligne)
- Henri-Louis Go, « Élise Freinet, une pédagogue de l’art enfantin », Carrefours de l'éducation, N°41,‎ 2016, p. 223-240 (lire en ligne)